# D Smoke
D Smoke, eigentlich Daniel Anthony Farris, (geboren am 17. Oktober 1985 in Inglewood, Kalifornien) ist ein amerikanischer Rapper und Songwriter. Er wurde bekannt als Gewinner der ersten Staffel der von Netflix ausgestrahlten Musikshow Rhythm & Flow im Jahr 2019. Im Folgejahr veröffentlichte er sein Debütalbum Black Habits, für das er bei den Grammy Awards 2021 sowohl eine Nominierung für das beste Rap-Album wie auch in der Hauptkategorie als bester neuer Künstler erhielt.

## Biografie
Daniel Farris wuchs in einer musikalischen Familie auf. Seine Mutter, seine Brüder und sein Cousin waren Gospelsänger in Inglewood, Kalifornien. Sein Onkel spielte Bass für Prince und seine Mutter, Jackie Gouche-Farris, sang als Backgroundsängerin für Michael Jackson und Anita Baker. In den frühen 2000er Jahren gründete er mit seinen Brüdern und seiner Cousine Tiffany Gouche ein Songwriter-Team namens WoodWorks. Gemeinsam schrieben sie Tracks für Künstler wie Ginuwine und die Pussycat Dolls. Sein Bruder Darryl Farris, bekannt als SiR, ist bei Top Dawg Entertainment unter Vertrag. Am 9. Mai 2006 veröffentlichte Farris sein erstes Album mit dem Titel Producer of the Year. Im Jahr 2015 erschien er als Feature auf SiRs Independent-Album Seven Sundays mit dem Song You Ain't Ready. Er arbeitete als Lehrer an der Inglewood High School für Spanisch und Musik.
Im Jahr 2019 war Farris Teilnehmer der Netflix-Show Rhythm & Flow und gewann die Staffel. Am 24. Oktober veröffentlichte er seine Debüt-EP Inglewood High mit sieben Titeln und mit einem Feature von Jackie Gouché. Er trat bei den Soul Train Music Awards 2019 mit SiR auf und erschien auch auf The Games Album Born 2 Rap im Song Cross on Jesus Back. 2020 veröffentlichte er sein Debütalbum Black Habits mit Gastauftritten von Snoop Dogg, Jill Scott, seiner Mutter und seinen Brüdern.
Für die Grammy Awards 2021 wurde er sowohl für einen Grammy für das beste Rap-Album wie auch in der Hauptkategorie als bester neuer Künstler nominiert, konnte jedoch keinen der beiden Preise gewinnen. Eine weitere Nominierung erhielt er für die NAACP Image Awards 2021 als „Outstanding New Artist“ nominiert.
2021 veröffentlichte D Smoke sein drittes Album War & Wonders.

## Diskografie
Studio-Alben
- 2006: Producer of the Year
- 2020: Black Habits (WoodWorks Records / EMPIRE)
- 2021: War & Wonders (WoodWorks Records / EMPIRE)

EPs
- 2019: Inglewood High

## Auszeichnungen
Für seine Musik wurde D Smoke für mehrere Preise nominiert:
| Jahr | Award              | Kategorie               | Nominiertes Werk | Ergebnis  |
| ---- | ------------------ | ----------------------- | ---------------- | --------- |
| 2020 | Grammy Awards      | Best Rap Album          | Black Habits     | Nominiert |
| 2020 | Grammy Awards      | Best New Artist         | D Smoke          | Nominiert |
| 2021 | NAACP Image Awards | Outstanding New Artist  | High Rises       | Nominiert |
| 2021 | Pop Awards         | Music Video of the Year | Black Habits I   | Nominiert |

## Belege
1. 1 2 3 4  Neil Z. Yeung: D Smoke, Biografie auf allmusic.com; abgerufen am 8. März 2021.
2. 1 2 3  Taylor Crumpton: Meet D Smoke, Inglewood And Hip-Hop’s Next Hometown Hero, vibe.com, 14. November 2019; abgerufen am 10. März 2021.
3. 1 2 3  2021 GRAMMYs Awards Show: Complete Nominees List, grammy.com, 24. November 2020; abgerufen am 8. März 2021.
4. ↑  2020 Grammy Winners & Nominees. grammy.com, abgerufen am 15. März 2021 (englisch).
5. 1 2  Clayton Davis: Viola Davis, Tyler Perry and Regina King Up for Entertainer of the Year at 2021 NAACP Image Awards, variety.com, 2. Februar 2021; abgerufen am 8. März 2021.